# Schiavonea

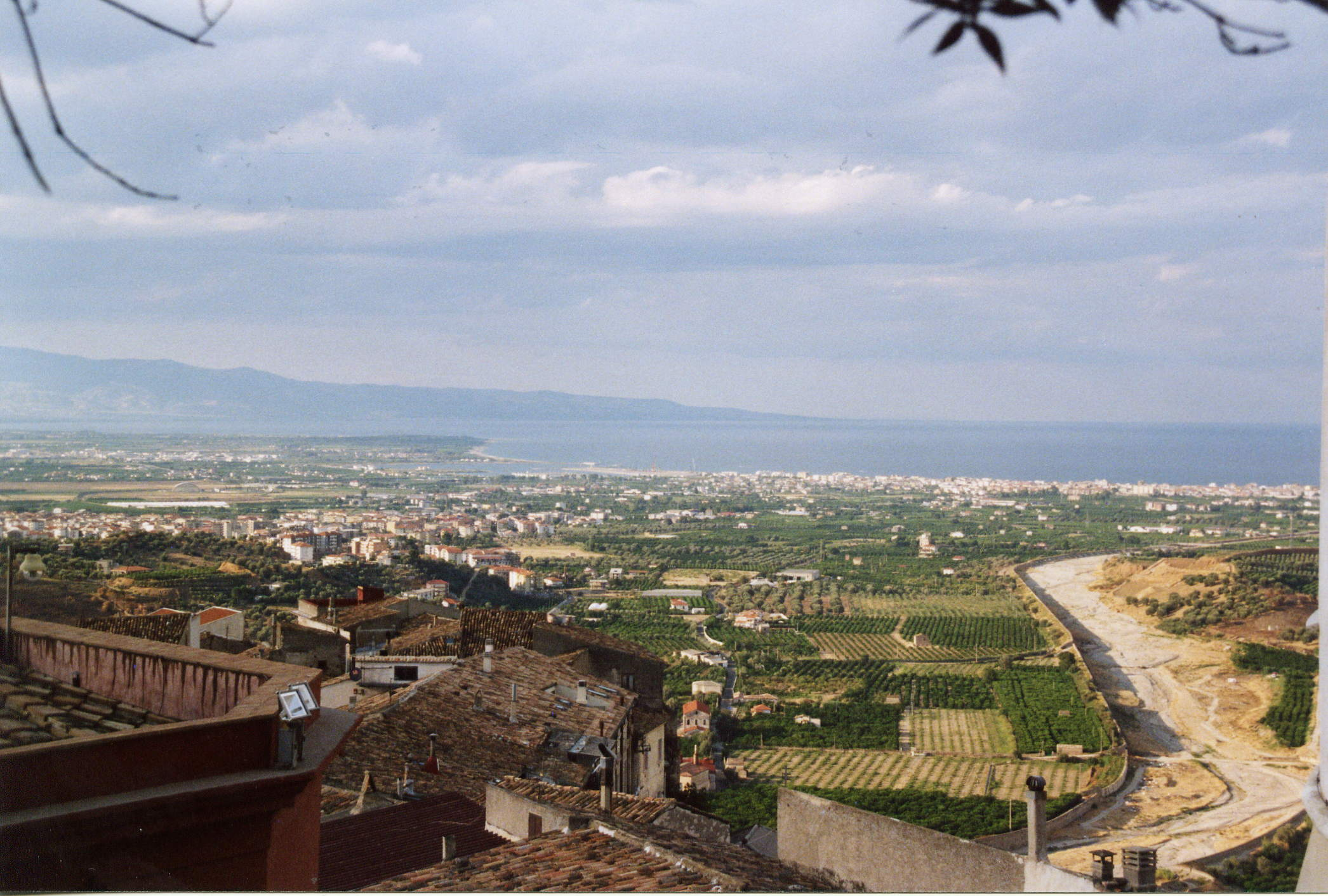
Blick auf den Golf von Corigliano mit dem Ort Schiavonea an der Küstenlinie

Schiavonea (oder Marina Schiavonea) ist ein Ortsteil der süditalienischen Gemeinde Corigliano-Rossano, Provinz Cosenza, Region Kalabrien. Der Ortsteil erstreckt sich über ca. 2 km an einem flachen Küstenabschnitt, der die Ebene von Sibari zum Ionischen Meer hin begrenzt. Eine langgestreckte Bucht, in die der Fluss Crati mündet, formt hier innerhalb des Golfs von Tarent den Golf von Corigliano. Schiavonea liegt unmittelbar am Strandwall des Meeres.
Der Ort, der über die Strada Statale 106 Jonica gut an das italienische Straßennetz angeschlossen ist, lebt großenteils und ganzjährig von der Fischerei und der Landwirtschaft, sommers auch vom Tourismus. Die Bausubstanz des Ortes stammt großenteils aus einem Bauboom (febbre del cemento, wörtlich übersetzt: „Zementfieber“) der 1970er und 1980er Jahre.

## Sehenswürdigkeiten

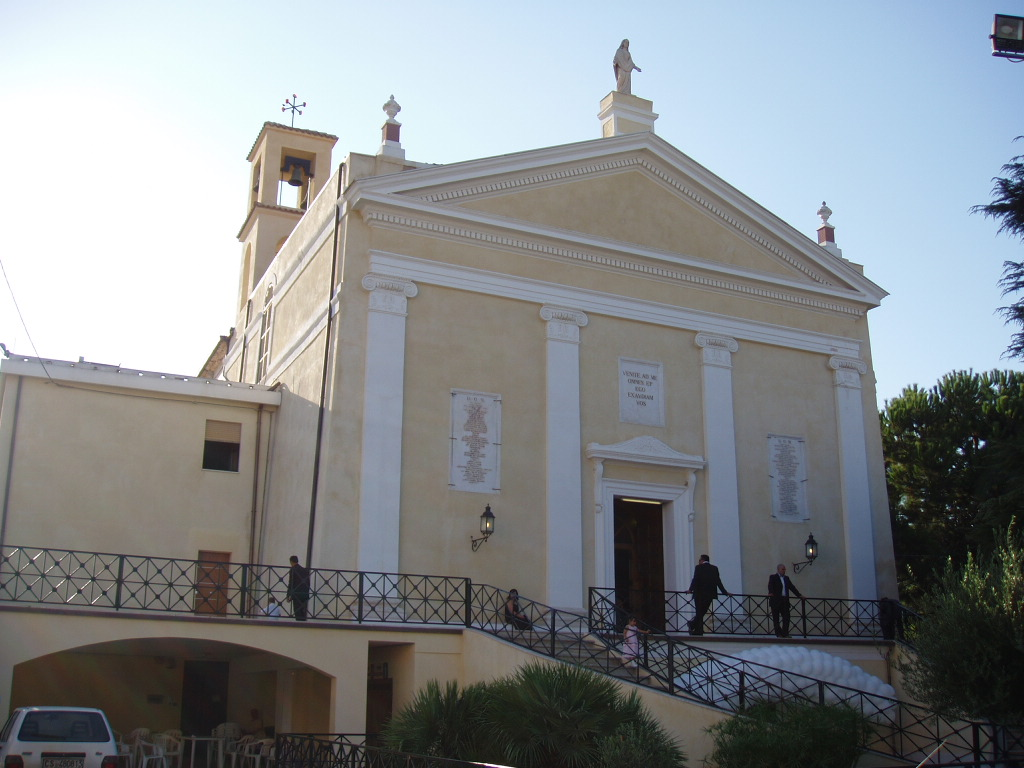
Santuario Santa Maria ad Nives (Kapelle der Heiligen Maria Schnee)

Ältestes Bauwerk ist die Torre del Cupo aus dem Jahr 1601, ein massiver Wachturm zum Schutz gegen die Piraterie der Barbareskenstaaten, die die Bewohner dieses Küstenstriches noch lange heimsuchte und einige von ihnen dem Sklavenhandel Nordafrikas zuführte. Im Jahre 1538 hatte der berüchtigte osmanische Korsar Khair ad-Din Barbarossa hier noch ungehindert sein Unwesen getrieben. Sehenswert ist auch der Santuario della Madonna della Schiavonea (Santa Maria ad Nives), eine Barockkapelle aus dem Jahr 1649, deren Errichtung auf ein „Marienwunder“ am örtlichen Meeresstrand in der Nacht des 23. August 1648 zurückgeht. Hier soll dem Antonio Ruffo, einem Angehörigen der Küstenwache, die Gottesmutter erschienen sein. Agostino III. Saluzzo, Herzog von Corigliano, veranlasste einen barocken Neubau der Kapelle, der 1665 der Beata Maria Vergine di Schiavonea geweiht wurde. Das 1650 geschaffene Madonnenbild der Kapelle, eine Schwarze Madonna im Stil einer byzantinischen Ikone, wird besonders am 5. August verehrt, dem katholischen Festtag Madonna della Neve. Hierbei findet alljährlich eine nächtliche, von Kerzen und Fackeln illuminierte Bootsprozession auf dem Meer statt. Der Vorgängerbau der Kapelle, den die Einwohner 1615 errichtet hatten, war ein kleiner Kirchenbau gewesen, der dem San Leonardo geweiht war, dem Schutzheiligen der Sklaven und Gefangenen.

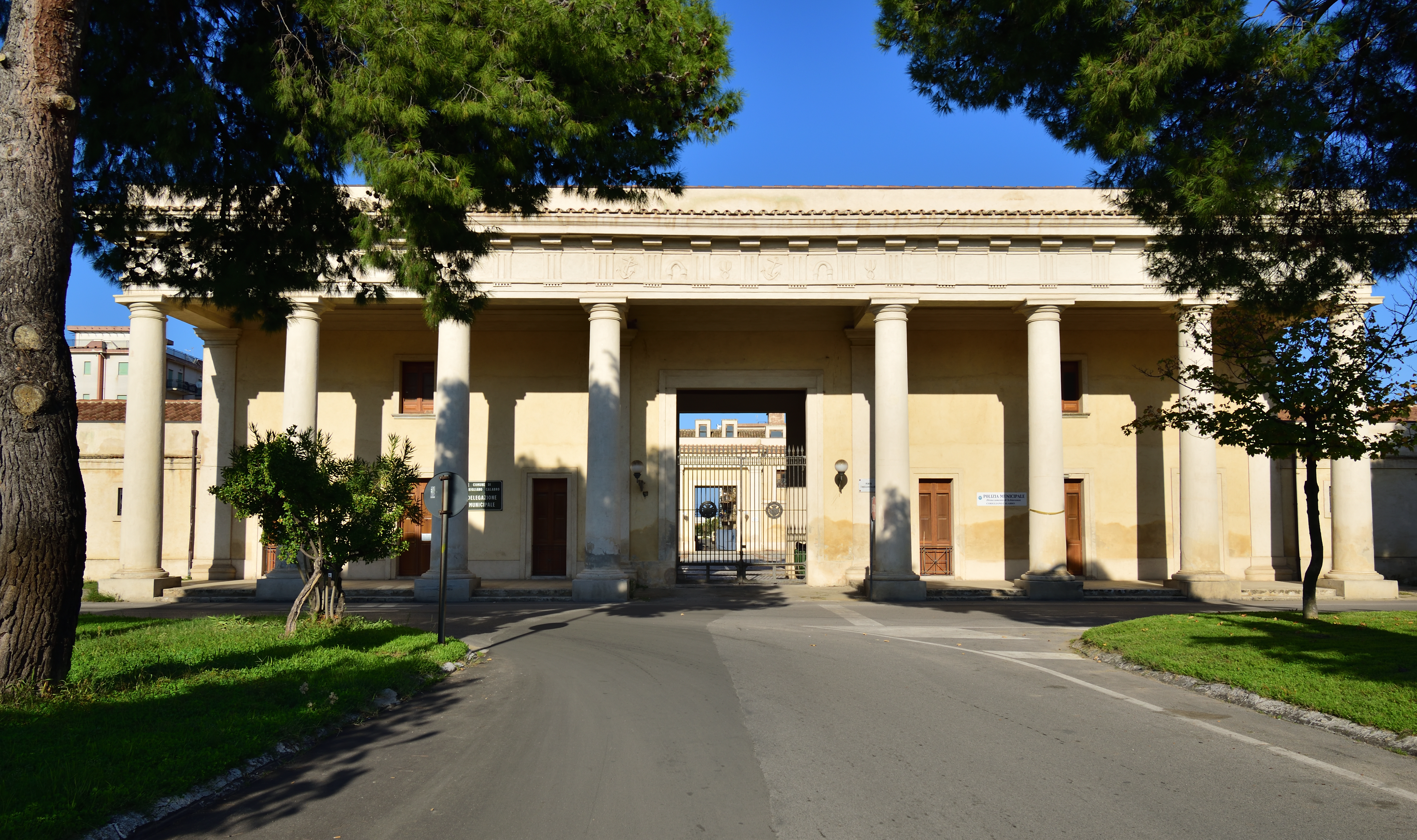
Porta di Rossano, klassizistisches Säulenportal des Quadrato Compagna, 2018

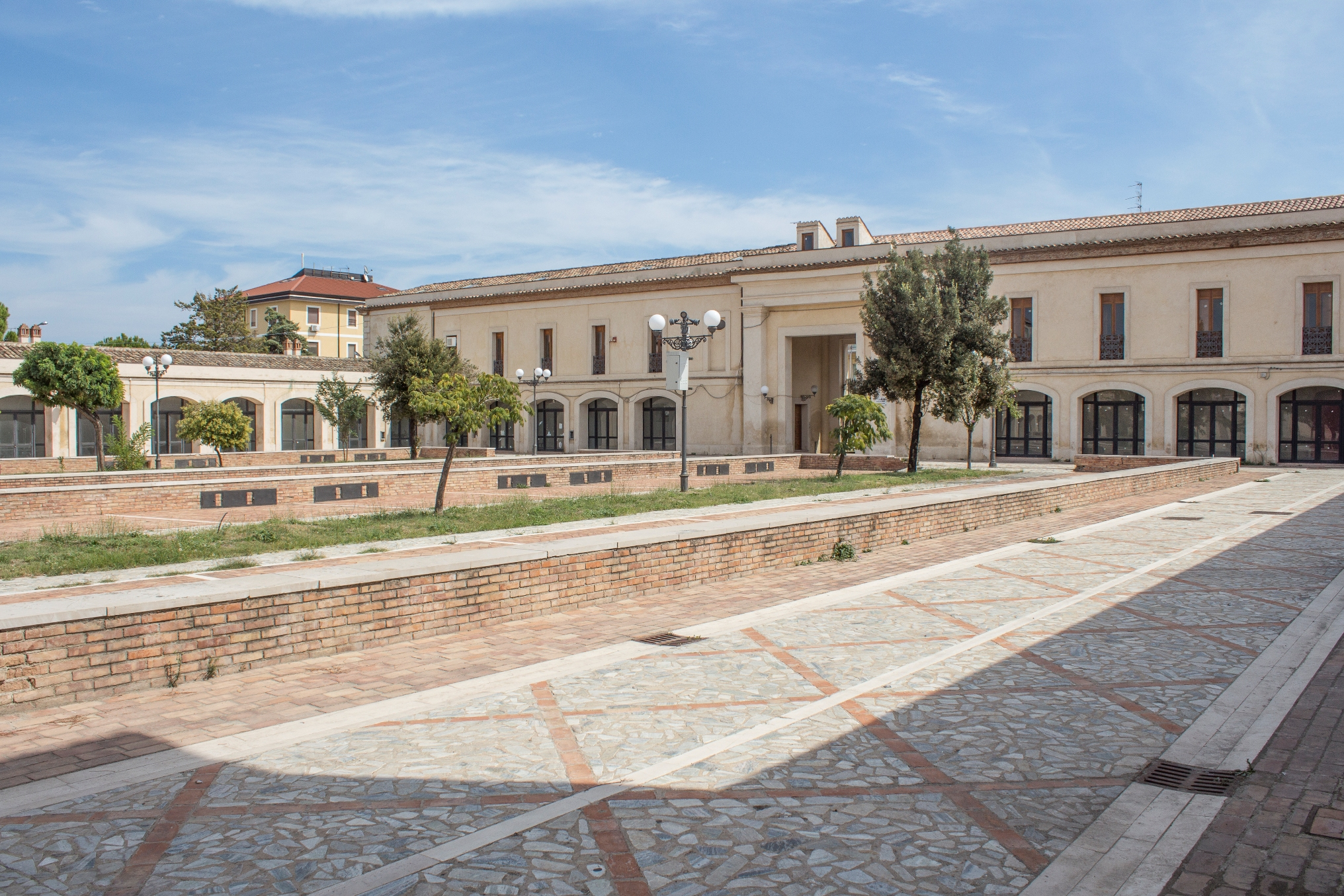
Innenhof des Quadrato Compagna, 2014

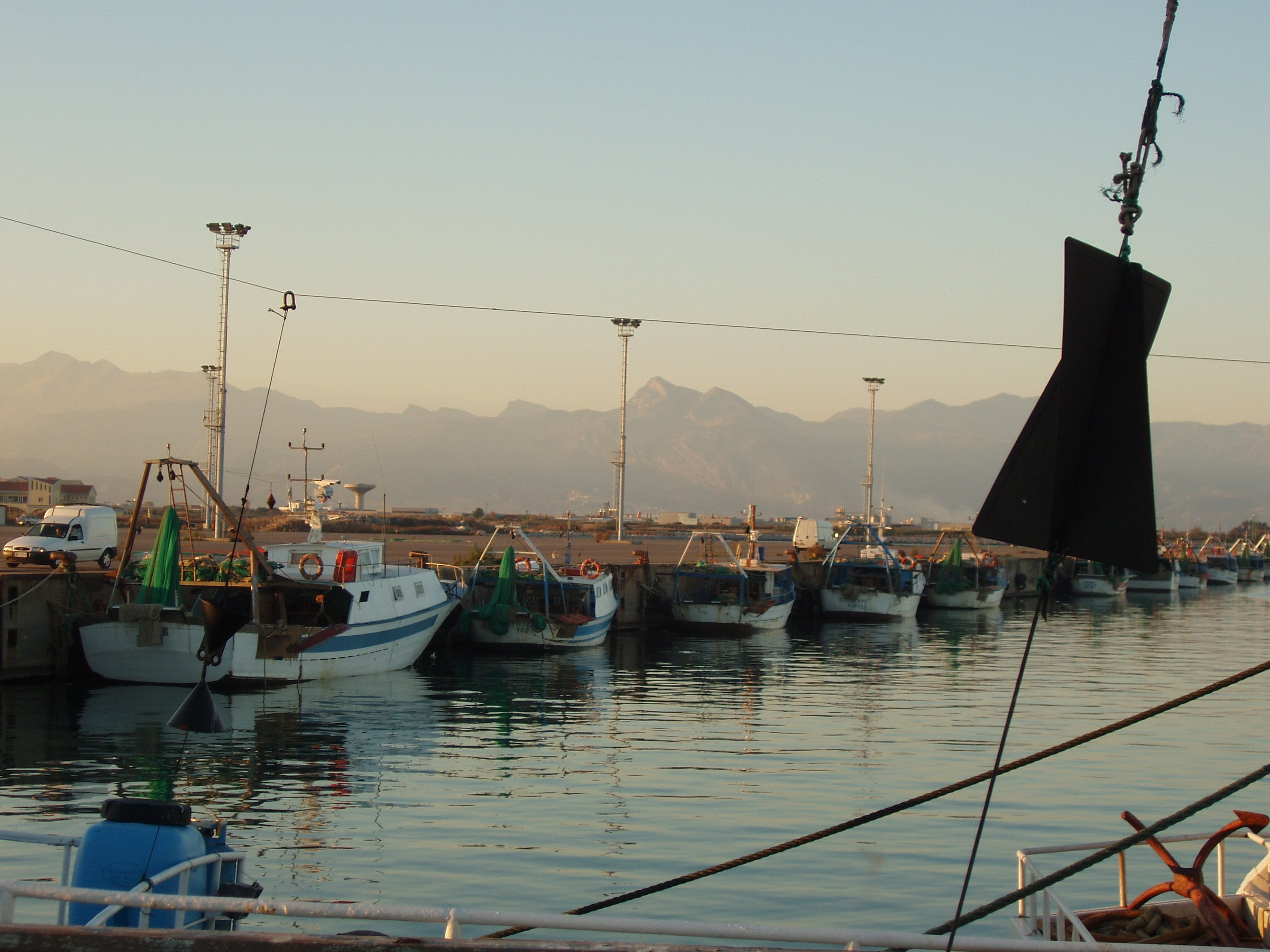
Porto di Corigliano Calabro in Schiavonea, 2004

Prägend für das Erscheinungsbild des Ortskerns ist ferner der Quadrato Compagna, benannt nach dem Adelsgeschlecht Compagna, ein heute teilweise leerstehender klassizistischer Messebau aus dem Jahr 1850, dessen rechtwinkligen Innenhof vier eindrucksvolle Portalbauten sowie Magazine umschließen. Das denkmalgeschützte Bauwerk, errichtet nach Plänen des Ingenieurs Francesco Bartolini aus Cosenza, diente ursprünglich dazu, die zwei jährlichen Jahrmärkte anzukurbeln, und soll künftig als Freizeit- und Kulturzentrum sowie für die Entwicklung von Gastronomie und Tourismus genutzt werden. 1880 eröffnete im Erdgeschoss an der Seite der Porta di Rossano die Osteria di Donna Maria, eine Gaststätte, mit der der Tourismus im 19. Jahrhundert begann und der im Lauf der Geschichte weitere Lokale folgten.
Hauptattraktion des Ortes ist die Küstenpromenade namens Lungomare, an der sich zahlreiche gastronomische Einrichtungen, Wohnhäuser und Ferienwohnanlagen aufreihen. Parallel schließt sich ein ca. 200 m breiter, flacher Naturstrand aus Kies und Sand an, der von etlichen Strandclubs und zum Anlanden kleinerer Fischerboote genutzt wird. Der Strand eröffnet einen Panoramablick auf Schiavonea, das Meer, eine küstennahe Hügelkette des Silagebirges und das entfernt aufragende Gebirgsmassiv des Nationalparks Pollino. An der Nordwestseite des Ortes erstreckt sich der Porto di Corigliano, ein moderner Fischerei- und Handelshafen, der noch im Jahre 2010 regelmäßig von einer mittlerweile eingestellten Fährlinie aus Catania in Sizilien angesteuert wurde. Anfang 2015 geriet der Hafen in die internationalen Schlagzeilen, als das Flüchtlingsschiff Ezadeen dort eingebracht wurde, nachdem es ohne Mannschaft, aber mit mehreren hundert Flüchtlingen an Bord, im Meer getrieben hatte.
Ca. 8 km nordwestlich, in Cassano allo Ionio, befinden sich die Ausgrabungsstätte und das Museum der antiken Städte Sybaris, wo der Nachttopf erfunden wurde, und Thurioi, wo der Geschichtsschreiber Herodot gelebt hat.

## Mafia
In Schiavonea erschlug der Mafia-Killer Giorgio Basile, genannt Das Engelsgesicht, 1992 im Auftrag des örtlichen Carelli-Clans der ’Ndrangheta den vermeintlichen Polizeispitzel Edmondo Le Pera in einer eigens für die Tat angemieteten Ferienwohnung. Diese Tat beging Basile gemeinsam mit seinem „besten Freund“, Domenico Sanfilippo, genannt Mimmo, den er allerdings 1997 in den Niederlanden ebenfalls eigenhändig umbrachte und in einen Kanalschacht warf. Ein weiterer Mord Basiles an einem Clan-Mitglied ereignete sich 1993, auch in Schiavonea. Bereits in den Jahrzehnten zuvor hatte es in dem Küstenort viele Morde, Erpressungen und Korruptionen der ’Ndrangheta gegeben, gerade auch bei den Kriegen der Clans um Territorien und Vorherrschaft. Die italienische Justiz konnte aufgrund von umfassenden Geständnissen des 1998 in Deutschland verhafteten Giorgio Basiles den örtlichen Clan-Chef Santo Carelli (1939–2016), genannt La mammasantissima (deutsch: Die allerheiligste Mutter), vieler Verbrechen überführen und zu einer lebenslangen Haftstrafe verurteilen. Die Geschichte Basiles verarbeitete der Regisseur Oliver Hirschbiegel mit Moritz Bleibtreu in der Hauptrolle zum Spielfilm Das Engelsgesicht.

## Tourismus

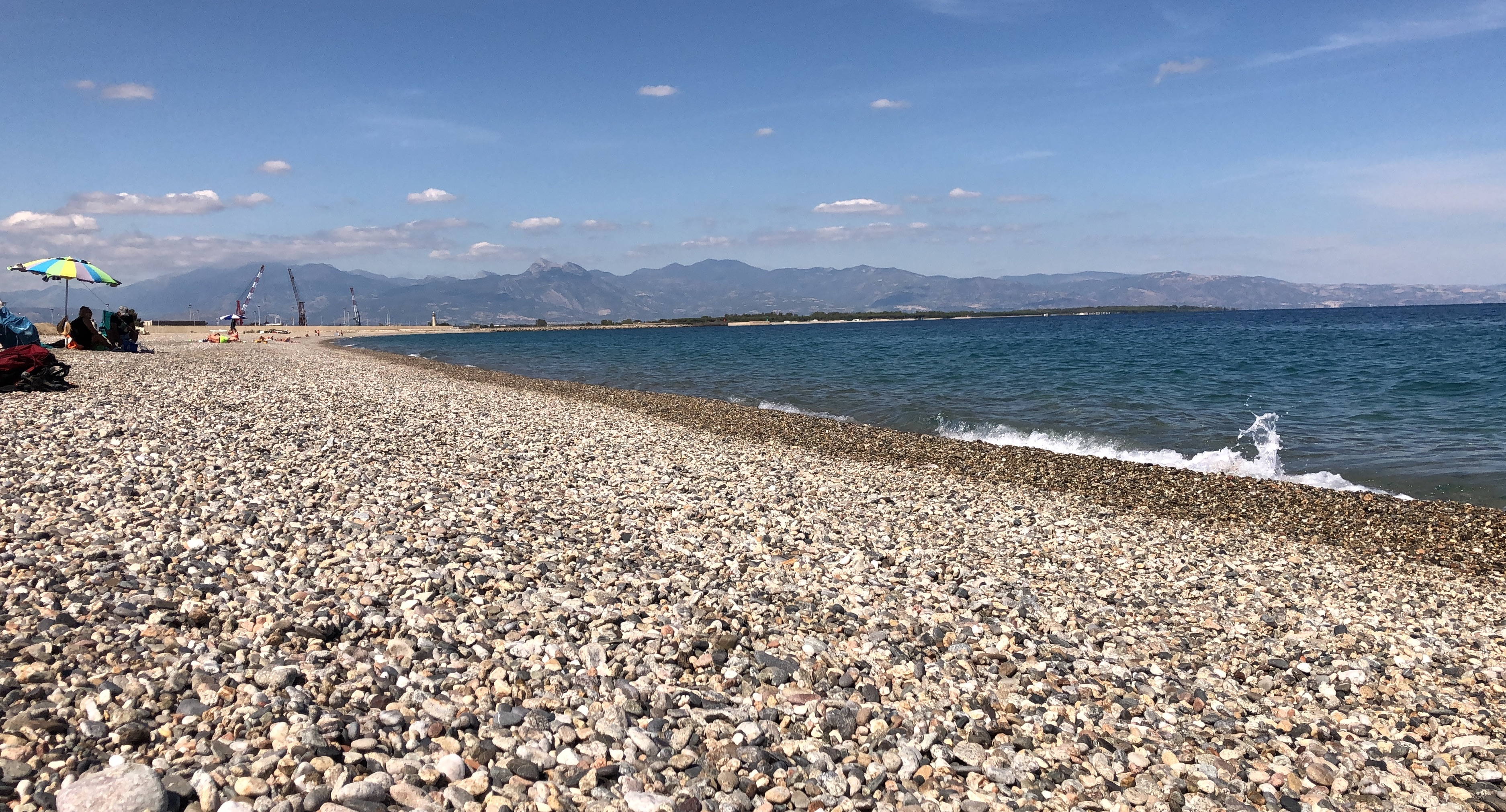
Strandwall mit Kiesstrand in Schiavonea, Ende September 2022

In der Nachkriegszeit, im Wesentlichen im Zusammenhang mit der Verbreitung des Automobils als Massenverkehrsmittel, entstand in Schiavonea der moderne sommerliche Urlaubstourismus. Aus kleinen Anfängen mit der Vermietung von Gästezimmern und Ferienwohnungen begonnen, trägt er heute in den Monaten Juli und August das Bild des Massentourismus, wobei der Lungomare, die Promenade am Meer, mit seinen Strandclubs, Diskotheken, Restaurants, Kiosken, Eisdielen, Hotels, Ferienwohnanlagen, Fahrgeschäften und Spielhallen das räumliche Zentrum dieser bedeutenden Einkommensquelle bildet. In den übrigen Monaten verläuft das Leben dort eher ruhig und beschaulich. Die meisten Urlaubsgäste kommen aus Süditalien.

## Persönlichkeiten

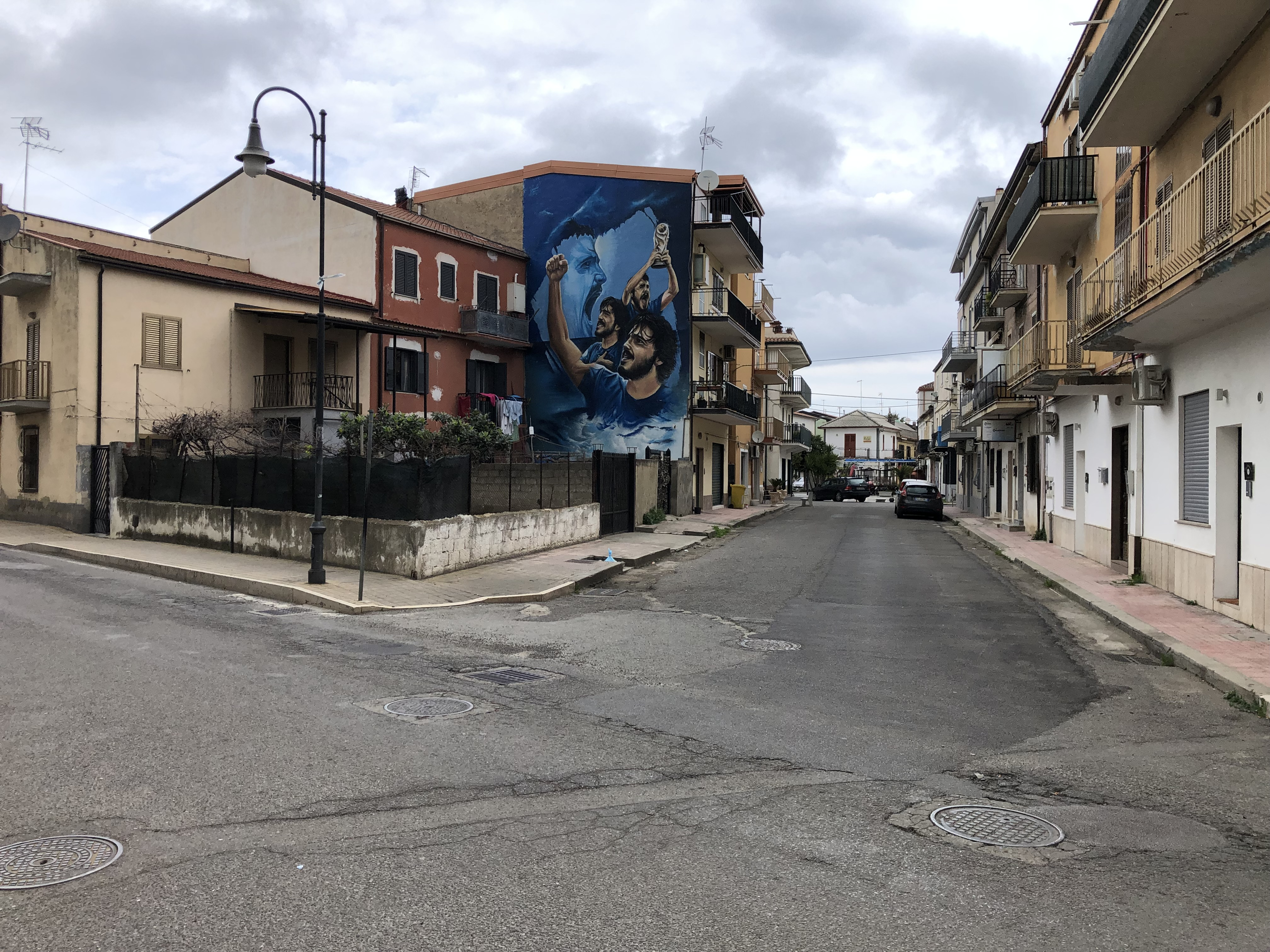
Gennaro Gattuso beim Gewinn der Fußball-Weltmeisterschaft 2006, Wandbild in Schiavonea

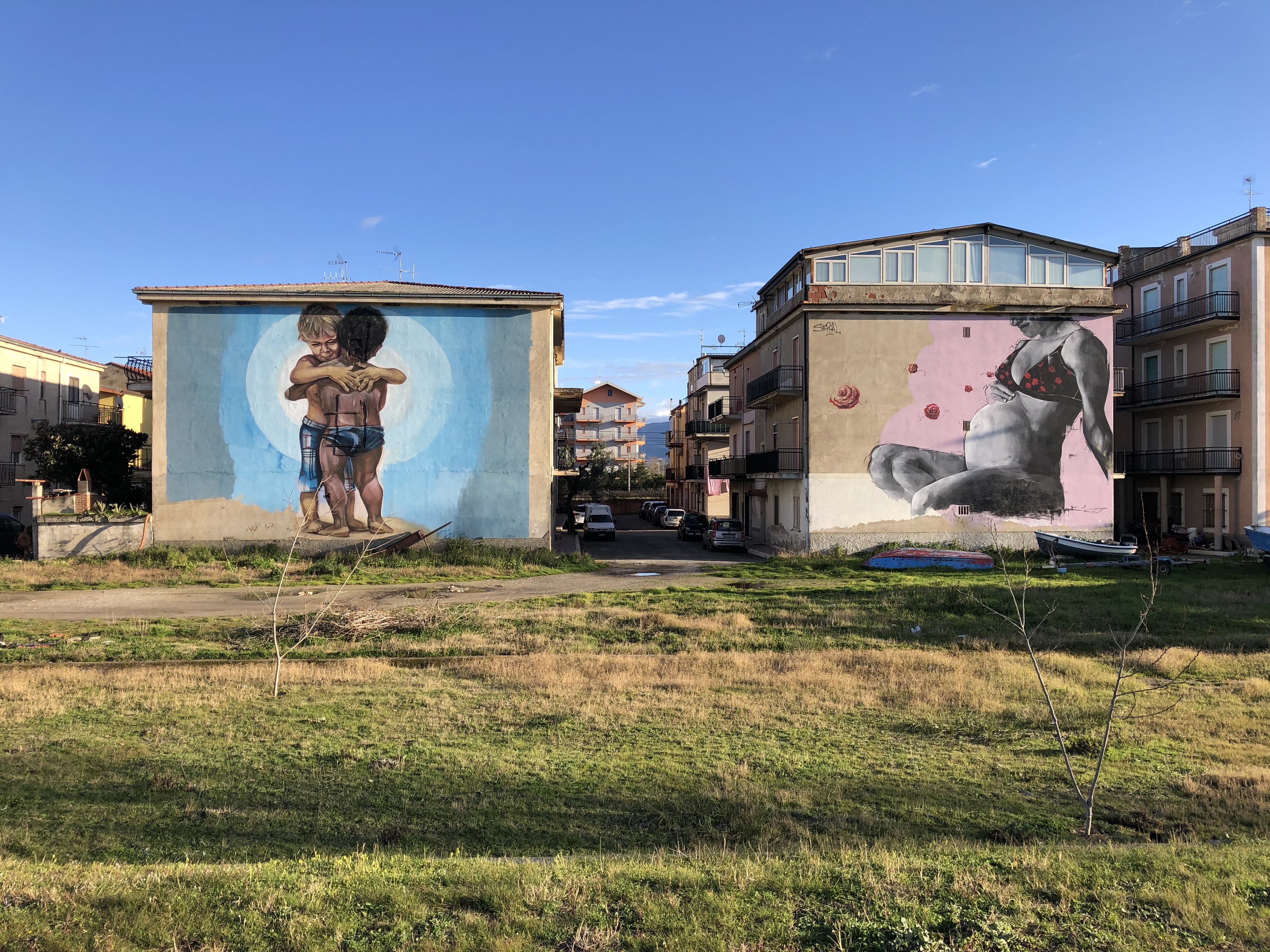
Weitere Wandgemälde in Schiavonea, darunter rechts von Stefania Marchetto das Motiv Vita Es (2022)

In Schiavonea wuchs der Fußballweltmeister Gennaro Gattuso auf, der neben der italienischen Fußballnationalmannschaft viele Jahre für die AC Mailand spielte. Auch die Fußballspieler und Brüder Domenico und Cataldo Cozza, Cousins Gattusos, haben ihre Wurzeln in Schiavonea.